# Bharatpur (Rajasthan)
Bharatpur is een nagar panchayat (plaats) in het district Bharatpur van de Indiase staat Rajasthan. 

## Demografie
Volgens de Indiase volkstelling van 2001 wonen er 204.456 mensen in Bharatpur, waarvan 54% mannelijk en 46% vrouwelijk is. De plaats heeft een alfabetiseringsgraad van 66%. 